# Lanthonia longifissa
Espèce
Synonymes
- Mellita longifissa Michelin, 1858[1]

Lanthonia longifissa est une espèce d'oursins de la famille des Mellitidae (ordre des Clypéastéroïdes), communément appelée « dollar des sables ».

## Systématique
L'espèce Lanthonia longifissa a été initialement décrite en 1858 par le paléontologue français Jean-Louis Hardouin Michelin de Choisy (1786-1867) sous le protonyme de Mellita longifissa,.
En 2016, Simon E. Coppard (d) déplace cette espèce vers le genre Lanthonia en la choisissant comme espèce type.

## Description
Ce sont des oursins plats, d'où leur surnom anglais de sand dollars, du fait de leur ressemblance avec une grosse pièce d'1 $ canadien. Leur forme est arrondie, avec un test (coquille) perforé de cinq ouvertures de forme allongée (les « lunules », qui leur valent l'autre sobriquet de keyhole urchins), et couvert de radioles (piquants) fines et courtes formant un tapis de velours mobile, permettant la progression dans le sable. La bouche occupe une position centrale sur la face inférieure, et la lanterne d'Aristote (appareil masticateur) est modifiée en « moulin à sable » plat. L'anus est disposé directement à sa suite, à l'embouchure de la lunule anale (qui touche presque le disque apical).
Ces oursins sont un peu plus larges que longs, et mesurent jusqu'à 7,5 cm de largeur. Le système apical compte sept ou huit plaques (contre cinq ou six chez les autres espèces du genre). La lunule anale est très longue (jusqu'à 43 % de la longueur du test), et les deux lunules postérieures sont légèrement incurvées vers l'intérieur.

## Habitat et comportement
On rencontre les Lanthonia longifissa dans l'Atlantique et dans le Pacifique Est, notamment du Mexique à Panama et aux îles Galápagos. Ce sont des oursins fouisseurs, qui vivent enterrés dans le sable ou la vase, qu'ils filtrent pour en retirer les nutriments dont ils se nourrissent.

## Publication originale
- Hardouin Michelin, « Revue des espèces connues et nouvelles du genre Mellita, famille des clypéastroides », Revue et magasin de zoologie pure et appliquée, Paris, Inconnu, vol. 10,‎ 1858, p. 358-364 (ISSN 1259-6523 et 2540-5020, BNF 32859507, lire en ligne).